# Algarve Cup 2016
Navigation
Édition précédente Édition suivante
L'Algarve Cup 2016 est la vingt-troisième édition de l'Algarve Cup, compétition internationale amicale de football féminin qui a lieu chaque année en Algarve, au Portugal. Le tournoi se déroule du 2 au 9 mars 2016. Il est remporté par le Canada pour la première fois de son histoire, après sa victoire en finale 2 buts à 1 face au Brésil.

## Format
Les huit équipes invitées s'affrontent dans deux poules de quatre ; le premier de chaque poule se retrouve ensuite en finale, les deuxièmes s'affrontent lors du match pour la troisième place, les troisièmes s'affrontent lors du match pour la cinquième place et les derniers s'affrontent lors du match pour la septième place.
En cas d'égalité après les trois journées de poule, les équipes sont départagées selon les critères suivants :
1. le nombre de points obtenus lors de la confrontation entre les équipes à égalité ;
2. la différence de buts sur tous les matchs de poule ;
3. le nombre de buts marqués dans tous les matchs de poule ;
4. le classement du fair-play sur tous les matchs de poule ;
5. le classement FIFA.

## Équipes
Les poules sont annoncées le 14 décembre 2015 sur le site de la Fédération portugaise de football. La poule A voit s'affronter le Canada, le Danemark, l'Islande et la Belgique, tandis que la poule B est composée de l'équipe la mieux classée de la compétition, le Brésil, ainsi que de la Nouvelle-Zélande, de la Russie et du pays hôte, le Portugal.
| Poule | Équipe           | Classement FIFA (décembre 2015) |
| ----- | ---------------- | ------------------------------- |
| A     | Canada           | 11                              |
| A     | Danemark         | 15                              |
| A     | Islande          | 19                              |
| A     | Belgique         | 28                              |
| B     | Brésil           | 7                               |
| B     | Nouvelle-Zélande | 16                              |
| B     | Russie           | 22                              |
| B     | Portugal         | 40                              |

## Arbitres
Le 19 février 2016, la FIFA annonce les huit arbitres et les seize arbitres assistants qui participent à la compétition.
| Confédération | Arbitres                                  | Arbitres assistants                                                                             |
| ------------- | ----------------------------------------- | ----------------------------------------------------------------------------------------------- |
| AFC           | Aye Thein                                 | Lee Seul Gi Thi Le Trinh Truong                                                                 |
| CAF           | Ledya Tafesse                             | Emmanuella Aglago Josiane Mbakop                                                                |
| CONMEBOL      | Marianela Araya Cruz Olga Miranda         | Nereida Diaz Katherine Jimenez Neuza Back Yoleida Lara                                          |
| OFC           | Tupou Patia                               | Maria Tamalelagi Lonisa Elite Dilioni                                                           |
| UEFA          | Sandra Braz Monika Mularczyk Sara Persson | Olga Martins Biljana Atanasovski Anna Dabrowska Katarzyna Wojs Annica Johansson Julia Magnusson |

## Phase de groupes

### Groupe A
| Rang | Équipe   | Pts | J | G | N | P | Bp | Bc | Diff |  | Résultats (▼ dom., ► ext.) |  |     |     |     |
| ---- | -------- | --- | - | - | - | - | -- | -- | ---- |  | -------------------------- |  | --- | --- | --- |
| 1    | Canada   | 6   | 3 | 2 | 0 | 1 | 2  | 1  | +1   |  | Canada                     |  | 1-0 | 1-0 | 0-1 |
| 2    | Islande  | 6   | 3 | 2 | 0 | 1 | 6  | 3  | +3   |  | Islande                    |  |     | 2-1 | 4-1 |
| 3    | Belgique | 3   | 3 | 1 | 0 | 2 | 3  | 4  | -1   |  | Belgique                   |  |     |     | 2-1 |
| 4    | Danemark | 3   | 3 | 1 | 0 | 2 | 3  | 6  | -3   |  | Danemark                   |  |     |     |     |

| 2 mars 2016 | Islande                              | 2 - 1   | Belgique   |                                                  |                                                  |
| 15 h 0      | Jónsdóttir 5e · Brynjarsdóttir 90+2e | (1 - 1) | Cayman 42e | Stade Municipal, Lagos Arbitrage : Ledya Tafesse | Stade Municipal, Lagos Arbitrage : Ledya Tafesse |
| 15 h 0      | Rapport                              |         |            | Stade Municipal, Lagos Arbitrage : Ledya Tafesse | Stade Municipal, Lagos Arbitrage : Ledya Tafesse |

| 2 mars 2016 | Canada  | 0 - 1   | Danemark  |                                                     |                                                     |
| 15 h 0      |         | (0 - 0) | Nadim 55e | Stade Municipal, Albufeira Arbitrage : Olga Miranda | Stade Municipal, Albufeira Arbitrage : Olga Miranda |
| 15 h 0      | Rapport |         |           | Stade Municipal, Albufeira Arbitrage : Olga Miranda | Stade Municipal, Albufeira Arbitrage : Olga Miranda |

| 4 mars 2016 | Canada     | 1 - 0   | Belgique |                                                                                  |                                                                                  |
| 15 h 0      | Clarke 87e | (0 - 0) |          | Complexe sportif VRS António, Vila Real de Santo António Arbitrage : Sandra Braz | Complexe sportif VRS António, Vila Real de Santo António Arbitrage : Sandra Braz |
| 15 h 0      | Rapport    |         |          | Complexe sportif VRS António, Vila Real de Santo António Arbitrage : Sandra Braz | Complexe sportif VRS António, Vila Real de Santo António Arbitrage : Sandra Braz |

| 4 mars 2016 | Danemark  | 1 - 4   | Islande                                                     |                                                   |                                                   |
| 15 h 0      | Nadim 53e | (0 - 2) | Þorvaldsdóttir 11e · Ómarsdóttir 12e · Magnúsdóttir 56e 90e | Stade Bela Vista, Parchal Arbitrage : Tupou Patia | Stade Bela Vista, Parchal Arbitrage : Tupou Patia |
| 15 h 0      | Rapport   |         |                                                             | Stade Bela Vista, Parchal Arbitrage : Tupou Patia | Stade Bela Vista, Parchal Arbitrage : Tupou Patia |

| 7 mars 2016 | Danemark      | 1 - 2   | Belgique                        |                                                  |                                                  |
| 18 h 30     | Sandvej 90+3e | (0 - 1) | Sørensen 43e (csc) · Cayman 86e | Stade Municipal, Albufeira Arbitrage : Aye Thein | Stade Municipal, Albufeira Arbitrage : Aye Thein |
| 18 h 30     | Rapport       |         |                                 | Stade Municipal, Albufeira Arbitrage : Aye Thein | Stade Municipal, Albufeira Arbitrage : Aye Thein |

| 7 mars 2016 | Canada     | 1 - 0   | Islande |                                                     |                                                     |
| 18 h 30     | Beckie 41e | (1 - 0) |         | Stade Municipal, Lagos Arbitrage : Monika Mularczyk | Stade Municipal, Lagos Arbitrage : Monika Mularczyk |
| 18 h 30     | Rapport    |         |         | Stade Municipal, Lagos Arbitrage : Monika Mularczyk | Stade Municipal, Lagos Arbitrage : Monika Mularczyk |

### Groupe B
| Rang | Équipe           | Pts | J | G | N | P | Bp | Bc | Diff |  | Résultats (▼ dom., ► ext.) |  |     |     |     |
| ---- | ---------------- | --- | - | - | - | - | -- | -- | ---- |  | -------------------------- |  | --- | --- | --- |
| 1    | Brésil           | 9   | 3 | 3 | 0 | 0 | 7  | 1  | +6   |  | Brésil                     |  | 1-0 | 3-0 | 3-1 |
| 2    | Nouvelle-Zélande | 4   | 3 | 1 | 1 | 1 | 1  | 1  | 0    |  | Nouvelle-Zélande           |  |     | 0-0 | 1-0 |
| 3    | Russie           | 4   | 3 | 1 | 1 | 1 | 1  | 3  | -2   |  | Russie                     |  |     |     | 1-0 |
| 4    | Portugal         | 0   | 3 | 0 | 0 | 3 | 1  | 5  | -4   |  | Portugal                   |  |     |     |     |

| 2 mars 2016 | Portugal | 0 - 1   | Russie        |                                                     |                                                     |
| 18 h 0      |          | (0 - 0) | Makarenko 58e | Stade Municipal, Albufeira Arbitrage : Sara Persson | Stade Municipal, Albufeira Arbitrage : Sara Persson |
| 18 h 0      | Rapport  |         |               | Stade Municipal, Albufeira Arbitrage : Sara Persson | Stade Municipal, Albufeira Arbitrage : Sara Persson |

| 2 mars 2016 | Brésil      | 1 - 0   | Nouvelle-Zélande |                                                    |                                                    |
| 18 h 30     | Debinha 20e | (1 - 0) |                  | Stade Municipal, Lagos Arbitrage : Marianela Araya | Stade Municipal, Lagos Arbitrage : Marianela Araya |
| 18 h 30     | Rapport     |         |                  | Stade Municipal, Lagos Arbitrage : Marianela Araya | Stade Municipal, Lagos Arbitrage : Marianela Araya |

| 4 mars 2016 | Nouvelle-Zélande | 0 - 0   | Russie |                                                   |                                                   |
| 18 h 30     |                  | (0 - 0) |        | Stade Municipal, Bela Vista Arbitrage : Aye Thein | Stade Municipal, Bela Vista Arbitrage : Aye Thein |
| 18 h 30     | Rapport          |         |        | Stade Municipal, Bela Vista Arbitrage : Aye Thein | Stade Municipal, Bela Vista Arbitrage : Aye Thein |

| 4 mars 2016 | Portugal     | 1 - 3   | Brésil                                 |                                                                                       |                                                                                       |
| 20 h 0      | T. Pinto 30e | (1 - 2) | Cristiane 17e · Marta 22e · Raquel 74e | Complexe sportif VRS António, Vila Real de Santo António Arbitrage : Monika Mularczyk | Complexe sportif VRS António, Vila Real de Santo António Arbitrage : Monika Mularczyk |
| 20 h 0      | Rapport      |         |                                        | Complexe sportif VRS António, Vila Real de Santo António Arbitrage : Monika Mularczyk | Complexe sportif VRS António, Vila Real de Santo António Arbitrage : Monika Mularczyk |

| 7 mars 2016 | Brésil                                   | 3 - 0   | Russie |                                                |                                                |
| 15 h 0      | Formiga 51e · Bia 66e · Thaís Guedes 89e | (0 - 0) |        | Stade Municipal, Lagos Arbitrage : Sandra Braz | Stade Municipal, Lagos Arbitrage : Sandra Braz |
| 15 h 0      | Rapport                                  |         |        | Stade Municipal, Lagos Arbitrage : Sandra Braz | Stade Municipal, Lagos Arbitrage : Sandra Braz |

| 7 mars 2016 | Portugal | 0 - 1   | Nouvelle-Zélande |                                                      |                                                      |
| 15 h 0      |          | (0 - 0) | Hearn 78e        | Stade Municipal, Albufeira Arbitrage : Ledya Tafesse | Stade Municipal, Albufeira Arbitrage : Ledya Tafesse |
| 15 h 0      | Rapport  |         |                  | Stade Municipal, Albufeira Arbitrage : Ledya Tafesse | Stade Municipal, Albufeira Arbitrage : Ledya Tafesse |

## Matchs de classement

### Septième place
| 9 mars 2016 | Danemark                       | 3 - 1   | Portugal      |                                                   |                                                   |
| 15 h 0      | Troelsgaard 4e 11e · 82e (csc) | (2 - 0) | Do. Silva 72e | Stade Bela Vista, Parchal Arbitrage : Tupou Patia | Stade Bela Vista, Parchal Arbitrage : Tupou Patia |
| 15 h 0      | Rapport                        |         |               | Stade Bela Vista, Parchal Arbitrage : Tupou Patia | Stade Bela Vista, Parchal Arbitrage : Tupou Patia |

### Cinquième place
| 9 mars 2016 | Belgique                                                              | 5 - 0   | Russie |                                                                                           |                                                                                           |
| 14 h 0      | Wullaert 18e · Cayman 42e 73e · Schryvers 51e · Coutereels 62e (pen.) | (2 - 0) |        | Complexe sportif VRS António, Vila Real de Santo António Arbitrage : Marianela Araya Cruz | Complexe sportif VRS António, Vila Real de Santo António Arbitrage : Marianela Araya Cruz |
| 14 h 0      | Rapport                                                               |         |        | Complexe sportif VRS António, Vila Real de Santo António Arbitrage : Marianela Araya Cruz | Complexe sportif VRS António, Vila Real de Santo António Arbitrage : Marianela Araya Cruz |

### Troisième place
| 9 mars 2016 | Islande                                                                                  | 1 - 1 6 - 5 t. a. b. | Nouvelle-Zélande                                      |                                                                                   |                                                                                   |
| 17 h 30     | A. Hauksdóttir 27e                                                                       | (1 - 0)              | Hearn 70e                                             | Complexe sportif VRS António, Vila Real de Santo António Arbitrage : Olga Miranda | Complexe sportif VRS António, Vila Real de Santo António Arbitrage : Olga Miranda |
| 17 h 30     | Rapport                                                                                  |                      |                                                       | Complexe sportif VRS António, Vila Real de Santo António Arbitrage : Olga Miranda | Complexe sportif VRS António, Vila Real de Santo António Arbitrage : Olga Miranda |
| 17 h 30     | Viggósdóttir · Viðarsdóttir · Brynjarsdóttir · Jessen · Þorsteinsdóttir · Friðriksdóttir | Tirs au but 6 - 5    | Percival · Anna Green · Stott · Hassett · White · ??? | Complexe sportif VRS António, Vila Real de Santo António Arbitrage : Olga Miranda | Complexe sportif VRS António, Vila Real de Santo António Arbitrage : Olga Miranda |

### Finale
| 9 mars 2016 | Canada                    | 2 - 1   | Brésil             |                                                    |                                                    |
| 18 h 30     | Zadorsky 60e · Beckie 67e | (0 - 0) | Andressa Alves 90e | Stade Bela Vista, Parchal Arbitrage : Sara Persson | Stade Bela Vista, Parchal Arbitrage : Sara Persson |
| 18 h 30     | Rapport                   |         |                    | Stade Bela Vista, Parchal Arbitrage : Sara Persson | Stade Bela Vista, Parchal Arbitrage : Sara Persson |

## Classement final
| Rang               | Équipe           |
| ------------------ | ---------------- |
| Médaille d'or      | Canada           |
| Médaille d'argent  | Brésil           |
| Médaille de bronze | Islande          |
| 4                  | Nouvelle-Zélande |
| 5                  | Belgique         |
| 6                  | Russie           |
| 7                  | Danemark         |
| 8                  | Portugal         |